# Giro de Italia 1924
La 12.ª edición del Giro de Italia se disputó entre el 10 de mayo y el 1 de junio de 1924, con un recorrido de 12 etapas y 3613 km, que el vencedor completó a una velocidad media de 25,138 km/h. La carrera comenzó y terminó en Milán.
Tomaron la salida 90 participantes, todos italianos, de los cuales 30 llegaron a la meta final. 
Giuseppe Enrici, ganador de dos etapas y 3º en 1922, se adjudicó esta edición del Giro de Italia por delante de Federico Gay, vencedor de cuatro etapas y cuatro días como líder, y de Angiolo Gabrielli.

## Etapas
| Etapa      | Fecha     | Recorrido          | Distancia (km) | Ganador           | Líder           |
| ---------- | --------- | ------------------ | -------------- | ----------------- | --------------- |
| 1.ª etapa  | 10 de may | Milán – Génova     | 300,3          | Bartolomeo Aymo   | Bartolomeo Aymo |
| 2.ª etapa  | 12 de may | Génova – Florencia | 307,9          | Federico Gay      | Bartolomeo Aymo |
| 3.ª etapa  | 14 de may | Florencia – Roma   | 284,4          | Federico Gay      | Federico Gay    |
| 4.ª etapa  | 16 de may | Roma – Nápoles     | 249,3          | Adriano Zanaga    | Federico Gay    |
| 5.ª etapa  | 18 de may | Potenza – Tarento  | 265,3          | Federico Gay      | Federico Gay    |
| 6.ª etapa  | 20 de may | Tarento – Foggia   | 230,3          | Federico Gay      | Federico Gay    |
| 7.ª etapa  | 22 de may | Foggia – L'Aquila  | 304,3          | Giuseppe Enrici   | Giuseppe Enrici |
| 8.ª etapa  | 24 de may | L'Aquila – Perugia | 296            | Giuseppe Enrici   | Giuseppe Enrici |
| 9.ª etapa  | 26 de may | Perugia – Bolonia  | 280,7          | Arturo Ferrario   | Giuseppe Enrici |
| 10.ª etapa | 28 de may | Bolonia – Fiume    | 415            | Romolo Lazzaretti | Giuseppe Enrici |
| 11.ª etapa | 30 de may | Fiume – Verona     | 366,5          | Arturo Ferrario   | Giuseppe Enrici |
| 12.ª etapa | 1 de jun  | Verona – Milán     | 313            | Alfredo Sivocci   | Giuseppe Enrici |
| Total      | Total     | Total              | 3613           |                   |                 |

## Clasificaciones

### Clasificación general
| Clasificación general |                     |               |                   |
| Ciclista              | Ciclista            | Equipo        | Tiempo            |
| --------------------- | ------------------- | ------------- | ----------------- |
| 1.º                   | Giuseppe Enrici     | Independiente | 143 h 43 min 37 s |
| 2.º                   | Federico Gay        | Independiente | + 58 min 21 s     |
| 3.º                   | Angiolo Gabrielli   | Independiente | + 1 h 56 min 53 s |
| 4.º                   | Secondo Martinetto  | Independiente | + 2 h 13 min 51 s |
| 5.º                   | Enea Dal Fiume      | Independiente | + 2 h 19 min 00 s |
| 6.º                   | Gianbattista Gilli  | Independiente | + 2 h 59 min 00 s |
| 7.º                   | Vitaliano Lugli     | Independiente | + 3 h 28 min 32 s |
| 8.º                   | Giovanni Rossignoli | Independiente | + 3 h 29 min 08 s |
| 9.º                   | Ottavio Pratesi     | Independiente | + 4 h 03 min 00 s |
| 10.º                  | Alfredo Sivocci     | Independiente | + 4 h 03 min 36 s |